# Malalties del sistema reproductor
Les malalties del sistema reproductor engloben un ampli ventall de trastorns que afecten els òrgans i les funcions reproductives tant en homes com en dones. Aquestes malalties poden tenir un impacte significatiu en la salut física i emocional, així com en la fertilitat i la qualitat de vida.
El sistema reproductor femení pot patir diverses afeccions, incloent-hi infeccions com la candidiasi vaginal, infeccions de transmissió sexual (ITS) com la clamídia, gonorrea, herpes genital, VPH i sífilis, i la malaltia inflamatòria pelviana (MIP). Els trastorns hormonals, com la síndrome d'ovari poliquístic (SOP) i l'endometriosi, també són comuns. A més, poden desenvolupar-se tumors com els fibromes uterins i càncers d'ovari, úter i coll uterí. La infertilitat, la dificultat per concebre, és una altra de les possibles complicacions.
El sistema reproductor masculí pot patir diverses afeccions, incloent-hi infeccions com l'orquitis, l'epididimitis i diverses infeccions de transmissió sexual (ITS) com la clamídia, gonorrea, herpes genital VPH i sífilis. Els trastorns hormonals, com l'hipogonadisme, també poden afectar la funció reproductora masculina. A més, poden desenvolupar-se tumors malignes com el càncer de pròstata i testicle. Altres problemes comuns inclouen la disfunció erèctil i la infertilitat masculina, que pot ser causada per problemes amb la producció o la funció de l'esperma.
La prevenció de les malalties del sistema reproductor inclou pràctiques sexuals segures, revisions mèdiques regulars i vacunes (com la del VPH). El tractament varia segons la malaltia i pot incloure medicaments, teràpia hormonal o cirurgia. És important buscar atenció mèdica si es presenten símptomes com dolor pèlvic, sagnat anormal, secreció inusual o problemes de fertilitat.